# ジョージ・ラムゼイ (第9代ダルハウジー伯爵)
第9代ダルハウジー伯爵ジョージ・ラムゼイ（英: George Ramsay, 9th Earl of Dalhousie, GCB、1770年10月23日 - 1838年3月21日）は、イギリス・スコットランドの貴族、政治家、陸軍軍人。
カナダ総督などを歴任した。爵位を継承する1787年までラムゼイ卿の儀礼称号を使用した。

## 経歴
1770年10月23日、第8代ダルハウジー伯爵ジョージ・ラムゼイとその妻エリザベス(旧姓グレン)の間の長男として生まれる。
1787年11月4日に父が死去して爵位を継承した。1796年から1815年にかけてスコットランド貴族の貴族代表議員に選出されて貴族院議員となる。1815年8月11日に連合王国貴族「ダルハウジー城のダルハウジー男爵(Baron Dalhousie of Dalhousie Castle)」に叙せられ、以降自動的に貴族院議員に列する。
1795年から1801年にかけては第2代歩兵連隊に所属して、西インド、アイルランド、オランダ、エジプトなどに配属された。1809年には第7師団に所属して、半島戦争に従軍した。
1804年から1806年にかけてはフリーメイソン・スコットランド・グランドロッジ・グランドマスターを務めた。 
1816年からはノヴァスコシア総督、ついで1819年から1828年にかけてはカナダ総督を務める。1829年から1832年にかけて植民地インドの英印軍最高司令官を務める。ノヴァスコシア総督時の1818年にはハリファックスにダルハウジー大学を設立している。
1838年3月21日に死去。爵位は息子のジェイムズ・ラムゼイが継承した。

## 栄典

### 爵位
- 1787年11月4日、第9代ミッドロージアン州におけるダルハウジー伯爵(1633年創設スコットランド貴族爵位)
- 1787年11月4日、第10代ダルハウジーのラムゼイ卿(1619年創設スコットランド貴族爵位)
- 1787年11月4日、第9代キャリントンのラムゼイ卿(1633年創設スコットランド貴族爵位)
- 1815年8月11日、初代エディンバラ州におけるダルハウジー城のダルハウジー男爵(連合王国貴族爵位)[1]

### 勲章
- 1813年、バス勲章ナイト(KB)
- 1815年、バス勲章ナイト・グランド・クロス(GCB)[1]

## 家族
1805年にクリスティアン・ブラウンと結婚し、彼女との間に以下の3子を儲ける。
- 第1子(長男)ジョージ・ラムゼイ (1806-1832) 儀礼称号でラムゼイ卿
- 第2子(次男)チャールズ・ラムゼイ (1807-1817)
- 第3子(三男)ジェイムズ・ラムゼイ (1812-1860) -  第10代ダルハウジー伯爵を継承。後にダルハウジー侯爵に叙される